# František Zach
František Zach (serb.-chorw. Фрања Зах / Franjo Zah, ur. 1 maja 1807 w Ołomuńcu, zm. 14 stycznia 1892 w Brnie) – czeski działacz panslawistyczny, powstaniec listopadowy, współpracownik i poseł księcia Adama Jerzego Czartoryskiego, generał i pierwszy szef sztabu niepodległej Serbii.

## Życiorys
František Alexander Zach urodził się 1 maja 1807 w Ołomuńcu na habsburskich Morawach, jednak dzieciństwo spędził w Brnie, gdzie jego ojciec był właścicielem zajazdu U černého orla. W 1824 ukończył niemieckie gimnazjum w Starym Brnie, a następnie w 1828 wydział prawa na Uniwersytecie Wiedeńskim, po czym pracował w magistratach Brna a potem Znojma na Morawach.
Najpierw pragnął wziąć udział w powstaniu greckim, od czego odwiódł go ojciec. W 1831 przekradł się przez granicę Kongresówki, aby walczyć po polskiej stronie w powstaniu listopadowym. W 1832 wyjechał do Francji, gdzie podjął studia wojskowe na Akademii Wojskowej w Fontainebleau, gdzie pracował także jako bibliotekarz. W 1836 roku powrócił do Wiednia, gdzie próbował prowadzić działalność w kręgach słowiańskich. W trakcie pobytu w rodzinnym Brnie wspomagał polskich emigrantów polistopadowych udających się przez Morawy na zachód Europy. W październiku 1840 wskutek nacisków policyjnych wyjechał znowu do Francji po drodze odwiedzając w Brukseli Joachima Lelewela.
Jeszcze w Paryżu poznał księcia Adama Czartoryskiego, stając się jednym z jego współpracowników. W listopadzie 1842 wyjechał poprzez Istambuł jako poseł Czartoryskiego do Belgradu, wówczas stolicy zależnego od Osmanów Księstwa Serbii. W czasie pobytu w Istambule zetknął się z Matiją Banem, przyszłym twórcą określenia Jugosławianin, na którego wywarł znaczny wpływ.
W Belgradzie stał się częścią elity księstwa zaprzyjaźniając się z ówczesnym ministrem spraw wewnętrznych a późniejszym premierem, Iliją Garašaninem.
Rozwijając memorandum Czartoryskiego Conseils sur la conduite a suivre par la Serbie miał wpływ na kształt opracowanego przez Garašanina tajnego dokumentu Načertanije (serb.-chorw. начертаније – szkic), który podporządkowywał strategię polityki serbskiej celowi zjednoczenia Słowian południowych traktując Księstwo Serbii jako jugosłowiański Piemont. Napisany w 1844 plan Zacha sugerował powstrzymanie się przed pochopnym dążeniem do niepodległości małego księstwa, aby nie doprowadzić do przedwczesnego rozpadu Imperium Osmańskiego, co strategicznie wzmocniłoby jedynie Austrię i Rosję. Postulował ostrożne umacnianie księstwa i wpływów słowiańskich w osłabionym imperium, wyczekując sprzyjającego momentu do zjednoczenia wokół Serbii wszystkich Słowian południowych – od Słoweńców aż po Bułgarów. Choć strategię Načertanije Garašanin oparł na przedstawionym mu planie Zacha, odrzucił m.in.: wizję jugosłowiańską na rzecz czysto serbskiej, co manifestowało się choćby w przemilczeniu odrębności chorwackiej, zastąpił on także rezerwę w stosunku do Rosji strategicznym z nią partnerstwem. Paradoksalnie strategia bazująca na istnieniu słabej Turcji była od 1829 roku –  za sprawą Karla Nesselrode, ministra spraw zagranicznych cara Mikołaja I – założeniem polityki rosyjskiej.
Przygotowując ostateczną wersję swego planu Zach w styczniu 1844 kontynuował zawiązane już wcześniej kontakty z chorwackimi działaczami ruchu iliryjskiego, Ljudevitem Gajem i jego wysłannikiem Stjepanem Carem, który odwiedzał go w Belgradzie. Iliryści szans na zjednoczenie Słowian południowych doszukiwali się wówczas w ramach monarchii habsburskiej.
W 1848 Zach uczestniczył w praskim Kongresie Słowiańskim jako wiceprezydent delegacji południowo-słowiańskiej i członek delegacji czesko-słowackiej, gdzie był jednym z najaktywniejszych uczestników, redagując razem z Františkiem Palackým jedyny dokument zjazdu: Manifest do narodów Europy. Po przerwaniu kongresu przez powstanie praskie wyjechał do Brna. Z Moraw razem z Bedřichem Bloudekiem 16 września poprowadził kilkusetosobowy oddział ochotników na zachodnią Słowację, doprowadzając do krótkotrwałego powstania przeciw Węgrom. Był członkiem przewodzącej powstaniu Słowackiej Rady Narodowej. Nie mógł pogodzić się z polskim wsparciem dla Węgrów, co wyraził w liście do Czartoryskiego. Skutkiem tego było zerwanie z polskim ruchem.
Wobec niezgody cesarskiego ministra spraw wewnętrznych, Aleksandra von Bacha na pobyt „byłego emigranta i rewolucjonisty” w cesarstwie wyjechał w październiku 1849 do Serbii. W Belgradzie na prośbę Garašanina założył szkołę artylerii, stając się jej dowódcą i nauczycielem. Prowadził ją z przerwami w latach 1850–1859, 1860–1865 i 1868–1874. Szkoła po uzyskaniu niepodległości przez księstwo w 1878 przekształciła się w belgradzką Akademię Wojskową. W 1853 w Kragujevacu założył serbską zbrojownię, której kontynuacją jest dzisiejsza firma zbrojeniowa Zastava.

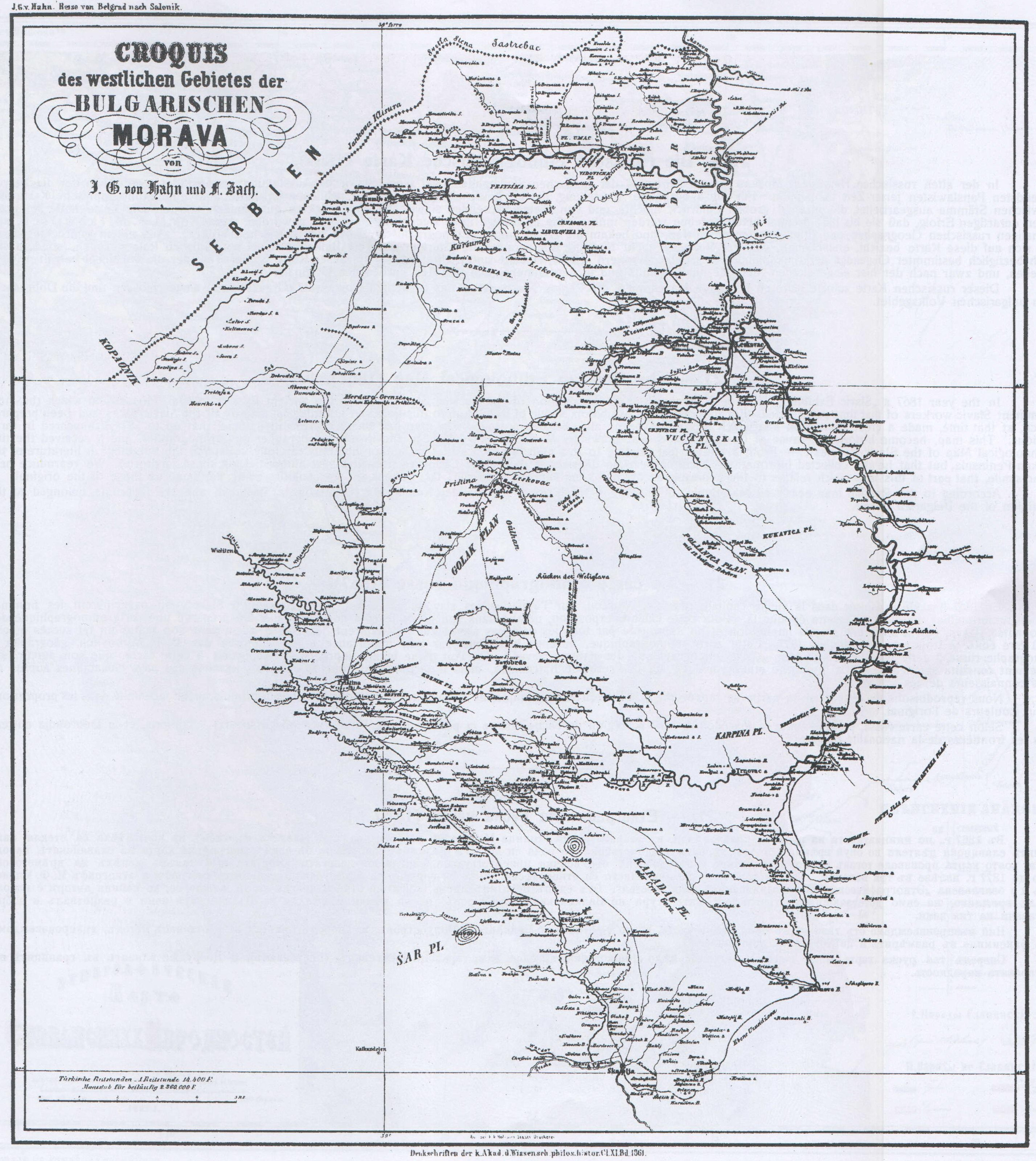
Etnograficzna mapa doliny Morawy, podpisana przez Hahna i Zacha

W 1861 razem z austriackim dyplomatą Johann Georg von Hahnem opracowywał etnograficzne mapy ziem położonych nad Południową Morawą. Był członkiem serbskiej, królewskiej Akademii Nauk.
Po detronizacji przez Skupštinę (serbski parlament) Aleksandra Karadziordziewicia w 1858 został wojskowym doradcą i zaufanym nowego księcia Serbii, Michała Obrenowicia, który powierzał mu delikatne misje, m.in. w 1868 Zach przywiózł do Aten i podpisał ratyfikację grecko-serbskiego paktu antytureckiego, pierwszego układu nowych państw bałkańskich. Uczestniczył w tym czasie w projektowaniu kolei serbskich.
W 1874 roku został adiutantem następcy zamordowanego Michała, księcia Milana. W 1876 został mianowany pierwszym serbskim szefem sztabu. Przygotował mobilizację i koncentrację armii serbskich do wojny z Turcją. W czasie wojny objął w Čačaku dowództwo Dywizji Zachodnio-Morawskiej, tzw. Armii Ibaru walczącej z wojskami Mehmeta Ali Paszy pod Kalipoljem, Kladnicą i Javorem. Na skutek zranienia przez konia utracił zdolność dowodzenia i został odesłany na leczenie do Belgradu. Ostatecznie stracił zranioną nogę w wyniku amputacji. Krytykował poczynania i dowodzenie swego następcy rosyjskiego generała Michaiła Czernajewa, który pozwolił Turkom wkroczyć na terytorium księstwa i zagrozić samej stolicy.
W latach 1874-75 podróżował po Europie przyjmowany z honorami w różnych krajach. Mimo niepełnosprawności pozostał częściowo w służbie doradzając w czasie kolejnej wojny z Turcją w latach 1877–1878.
Przeszedł na emeryturę w 1882. Wrócił do Czech i ostatecznie w 1889 osiadł na Vinohradach. Zmarł bezpotomnie w wieku 84 lat, w Brnie w 1892. Na życzenie cesarza Franciszka Józefa został pochowany z honorami wojskowymi dwa dni później.
Pozostawił dzienniki z lat 1848–1875 oraz kilkaset listów. Przyjaźnił się z Františkiem Riegrem. Korespondował poza ks. Czartoryskim z rozlicznymi działaczami polskimi, m.in.: Adamem Mickiewiczem, Joachimem Lelewelem, i Michałem Czajkowskim.
Jego hobby była uprawa kwiatów, których pierwsze wiosenne okazy darował serbskiej księżniczce oraz zbieranie minerałów, które łączyło się z zainteresowaniem górnictwem rud.

### Stopnie wojskowe
- 1850 – kapitan artylerii
- 1857 – major
- 1862 – podpułkownik
- 1870 – pułkownik
- 1875 – generał

## Upamiętnienie
Jego imię noszą ulice w Brnie, Pradze, Kutnej Horze i Belgradzie. W rodzinnym Ołomuńcu znajduje się poświęcone mu muzeum. Kraj południowomorawski Republiki Czeskiej od 2007 roku przyznaje nagrodę im. Františka Zacha.